# B' Katīgoria 1991-1992
L'edizione 1991-1992 della B' Katīgoria vide la vittoria finale dell'Ethnikos Achnas.

## Squadre partecipanti
| Club                | Città      | Stadio |
| ------------------- | ---------- | ------ |
| Akritas Chlōrakas   | Chlorakas  | ...    |
| APEP Pitsilia       | Kyperounta | ...    |
| APOP Paphou         | Pafo       | ...    |
| Chalkanoras Idaliou | Dali       | ...    |
| Doxa Katōkopias     | Katokopia  | ...    |
| Ethnikos Achnas     | Achna      | ...    |
| Onīsilos Sōtīra     | ...        | ...    |
| Orpheas Nicosia     | Nicosia    | ...    |
| ...                 | ...        | ...    |

## Classifica finale
|  |    | Classifica finale | G | V | N | P | GF | GS | DR | Punti |
|  | -- | ----------------- | - | - | - | - | -- | -- | -- | ----- |
|  | 1  | Ethnikos Achnas   | ? | - | - | - | -  | -  | -  | ?     |
|  | 2  | APOP Paphou       | ? | - | - | - | -  | -  | -  | ?     |
|  | 3  | ?                 | ? | - | - | - | -  | -  | -  | ?     |
|  | 4  | ?                 | ? | - | - | - | -  | -  | -  | ?     |
|  | 5  | ?                 | ? | - | - | - | -  | -  | -  | ?     |
|  | 6  | ?                 | ? | - | - | - | -  | -  | -  | ?     |
|  | 7  | ?                 | ? | - | - | - | -  | -  | -  | ?     |
|  | 8  | ?                 | ? | - | - | - | -  | -  | -  | ?     |
|  | 9  | ?                 | ? | - | - | - | -  | -  | -  | ?     |
|  | 10 | ?                 | ? | - | - | - | -  | -  | -  | ?     |
|  | 11 | ?                 | ? | - | - | - | -  | -  | -  | ?     |
|  | 12 | ?                 | ? | - | - | - | -  | -  | -  | ?     |
|  | 13 | ?                 | ? | - | - | - | -  | -  | -  | ?     |
|  | 14 | ?                 | ? | - | - | - | -  | -  | -  | ?     |

G = Partite giocate; V = Vittorie; N = Nulle/Pareggi; P = Perse; GF = Goal fatti; GS = Goal subiti; DR = Differenza reti.

### Verdetti
- Ethnikos Achnas e APOP Pafo promosse in Divisione A.